# Centaurea triniifolia
Centaurea triniifolia là một loài thực vật có hoa trong họ Cúc. Loài này được Heuff. mô tả khoa học đầu tiên năm 1858.